# Orange Kabelano Charity Cup
L'Orange Kabelano Charity Cup è una competizione calcistica nazionale del Botswana, creata nel 1996.

## Formula
La competizione si disputa con la formula della partita unica. Le due squadre partecipanti vengono selezionate anno per anno tramite invito o votazione. Lo scopo principale di questa coppa, patrocinata dalla Orange SA, è quello di raccogliere fondi da destinare a progetti umanitari.

## Albo d'oro
| Anno | Campione              | Ris.      | Finalista             |
| ---- | --------------------- | --------- | --------------------- |
| 1996 | Extension Gunners     | ?         | ?                     |
| 1997 | Mochudi Centre Chiefs | ?         | ?                     |
| 1998 | Extension Gunners     | ?         | ?                     |
| 1999 | Non disputata         |           |                       |
| 2000 | Non disputata         |           |                       |
| 2001 | Extension Gunners     | ?         | ?                     |
| 2002 | Township Rollers      | 1-0       | Notwane               |
| 2003 | Gaborone United       | ?         | ?                     |
| 2004 | Township Rollers      | 1-0       | Extension Gunners     |
| 2005 | Mochudi Centre Chiefs | 1-0       | Extension Gunners     |
| 2006 | Township Rollers      | 4-2       | Notwane               |
| 2007 | Notwane               | 3-1 (dts) | Mochudi Centre Chiefs |
| 2008 | Mochudi Centre Chiefs | 2-0       | ECCO City Greens      |
| 2014 | Township Rollers      | 2-0       | Mochudi Centre Chiefs |